# 乌克兰南部战役
乌克兰南部战役是乌克兰武装部队于2022年2月24日起，在烏克蘭南部防禦俄羅斯武裝部隊入侵的作戰，主要戰場分佈於赫爾松一帶。該戰場被視為俄軍唯一較有效推進的方面，而反擊階段在雙方眼中，也是較為重要（鄰近克里米亞）的爭奪地帶，惟領土攻防在2023年後就沒有太大變動。

## 背景
2014年乌克兰亲欧盟示威运动后，俄罗斯就吞并了乌克兰的克里米亚半岛。其后，俄罗斯军队在接下来的八年里一直占领并事实上统治着克里米亚半岛。2021-2022年俄乌危机期间，俄罗斯向克里米亚半岛增派一万人。

## 时间线

### 俄羅斯進攻

#### 2022年2月
2022年2月24日，俄罗斯总统弗拉基米尔·普京宣布对乌克兰展开特别军事行动后，俄罗斯空军就开始向赫尔松州几个城市内的目标发射巡航导弹和弹道导弹。在空中的支援下，俄罗斯陆军通过先前2014年所吞并的克里米亚半岛进入赫尔松州。俄罗斯海军利用其在黑海所进行的海上封锁，从而限制了乌克兰向位于赫尔松州附近的乌克兰军队提供增援，并限制商业贸易和货物流向乌克兰南部。 
2月24日凌晨3:30，乌克兰关闭了亚速海，所有商业航运活动暂停，导致了100多艘船只被困在港口。
2月24日晚，俄国军队到达赫尔松市，与乌克兰军队之中爆发赫尔松战役。俄国军队试图通过安东诺夫斯基大桥渡过第聂伯河。一個烏克蘭海軍陸戰隊營部署摧毀第聶伯河上的赫尼切斯克大橋，以減緩俄羅斯入侵軍隊的前進速度。士兵維塔利·斯卡昆引爆了地雷，自殺並摧毀了橋樑。俄军初次渡河，乌克兰机械化部队还是夺回了大桥。
2月25日上午，俄罗斯军队已经包围了新卡霍夫卡市。北克里米亚运河也被解封，并得以取消了自2014年俄罗斯吞并克里米亚半岛以来乌克兰对该半岛所实施的长期水封锁。随着俄罗斯军队穿过赫尔松州东南部向梅利托波尔推进，战斗蔓延到扎波罗热州。当天晚些时候，俄罗斯军队再次占领了安东诺夫斯基大桥。
2月26日，赫尔松市市长伊戈尔·科雷哈耶夫称，乌克兰空军对俄罗斯军队的一次空袭行动迫使俄罗斯军队从赫尔松撤退，该市仍处于乌克兰的控制之下。乌克兰军队不久夺回赫尔松的一座战略桥梁的控制权。
2月26日，据乌克兰总检察长Iryna Venediktova称，俄罗斯军队在赫尔松市北郊的泽列尼夫卡（Zelenivka）镇附近杀害了一名记者与一名救护车司机。一名乌克兰官员声称，乌克兰军队击败了一支位于赫尔松以南的拉登斯克和奧萊什基之间的俄罗斯军队纵队。

#### 2022年3月
3月2日11时20分（莫斯科时间），俄罗斯国防部发布战情简报称俄武装力量已完全控制赫尔松市。至4月初，乌克兰成功防御住尼古拉耶夫市，俄军的攻势告一段落。

### 乌克兰反攻

#### 2022年解放赫爾松
7月9日上午，由於烏克蘭即將發起反攻，烏克蘭政府當局開始敦促赫爾松州和扎波羅熱州的居民撤離家園。尤其敦促被佔領的赫爾松居民建造避難所，以「在烏克蘭的反攻中倖存下來」。烏克蘭副總理伊琳娜·韋列舒克和臨時佔領區重新融合部警告說，未來幾天將發生激烈的戰鬥和砲擊，聲稱「烏克蘭武裝部隊要來了」。
11月11日，乌克兰国防部情报总局确认赫尔松已被收复。
2023年4月22日，战争研究所報導，烏軍已成功在赫爾松州裡第聶伯河的左岸（奧萊什基以北）建立陣地並進行軍事行動。這表明烏方有意針對該區的俄軍陣地，並更被推測有可能為烏方未來反攻的主要方針。

#### 2023年南部反攻
2023年6月起，乌克兰军队发动反攻，俄军则依托苏罗维金防线坚守；截止12月，乌克兰军队仅占领13个定居点，以俄罗斯取得防御战胜利告终。